# D.W. Moffett
D.W. Moffett, właśc. Donald Warren Moffett (ur. 26 października 1954 w Highland Park) – amerykański aktor i reżyser filmowy, telewizyjny i teatralny.

## Życiorys
Dorastał w Wilmette w stanie Illinois, na północ od Chicago. Uczęszczał do prywatnej wtórnej szkoły w Niemczech. Posługuje się swoimi scenicznymi inicjałami 'D.W.', by nie mylono go z brytyjskim aktorem Donaldem Moffatem. Po ukończeniu studiów na Uniwersytecie Stanforda w Stanford w stanie Kalifornia na wydziale sensacji politycznych, podjął pracę jako inwestytor majątkowy w Chicago. Jednak z czasem związał się z zespołem teatralnym St. Nicholas Theater Company w Chicago. Występował potem w eksperymantalnych sztukach na scenie Remains Theater Company i wkrótce w nowojorskim przedstawieniu Balsam w Giliad (Balm In Giliad) z Johnem Malkovichem, spektaklu Larry’ego Kramera Normalne serce (The Normal Heart), sztuce Cłopcy w zimie (Boys of Winter) u boku Matta Dillona oraz przedstawieniu Philipa Barry’ego Filadelfijska opowieść (The Philadelphia Story) w teatrze Old Vic w Londynie z Kevinem Spaceym.
Po raz pierwszy na małym ekranie pojawił się w dramacie telewizyjnym stacji NBC Wczesny mróz (An Early Frost, 1985). Po gościnnym udziale w serialu CBS Stabilizator (The Equalizer, 1986) i Policjanci z Miami (Miami Vice, 1986), rok później zadebiutował w kinowym dreszczowcu Czarna wdowa (Black Widow, 1987) z tytułową rolą Theresy Russell. W dramacie sensacyjnym Lisa (1989) z Cheryl Ladd zagrał postać psychopatycznego seryjnego mordercy. Lecz jednak w jego filmografii role detektywów przyćmiewają czarne charaktery, m.in. w komedii kryminalnej Upadek (Falling Down, 1993) u boku Michaela Douglasa czy deszczowcu telewizji Hallmark Ofiara doskonała (Perfect Prey, 1998) z Kelly McGillis i Bruce’em Dernem.
Po udziale w melodramacie Bernarda Bertolucciego Ukryte pragnienia (Stealing Beauty, 1996), wystąpił w wielu serialach, w tym Po tamtej stronie (The Outer Limits, 1995), CSI: Kryminalne zagadki Miami (CSI: Miami, 2003) i ABC Chirurdzy (Grey’s Anatomy, 2007). Razem z obsadą dramatu Stevena Soderbergha Traffic (2000) odebrał nagrodę Screen Actors Guild w Los Angeles.
Spróbował także swoich sił jako reżyser sitcomu NBC Dla twojej miłości (For Your Love), gdzie w latach 1998–2002 zagrał postać Deana Winstona.